# Janiszów (Opole Lubelskie)
Pour les articles homonymes, voir Janiszów.
Janiszów (prononciation [ jaˈniʂuf]) est un village de la gmina de Łaziska du powiat d'Opole Lubelskie dans la voïvodie de Lublin, située dans l'est de la Pologne.
Le village possédait une population de 211 habitants en 2009.

## Histoire
De 1975 à 1998, la ville est attachée administrativement à l'ancienne Lublin.

Depuis 1999, elle fait partie de la nouvelle voïvodie de Lublin.